# Kristina av Hessen
Kristina av Hessen-Kassel, född 29 juni 1543 i Kassel, död 13 maj 1604, hertiginna av Holstein-Gottorp; dotter till lantgreve Filip den ädelmodige och Kristina av Sachsen.
Hon gifte sig 17 december 1564 med hertig Adolf av Holstein-Gottorp.
Barn (i urval):
1. Kristina av Holstein-Gottorp född 1573, gift med Karl IX av Sverige.
2. Johan Adolf av Holstein-Gottorp född 1575, död 1616.

Kristina fick en starkt protestantisk uppfostran. Hon mottog ett äktenskapsförslag av Erik XIV av Sverige, men planerna realiserades aldrig. Hennes bröllop utmynnade i en skandal då gästerna drack för mycket alkohol. År 1565 brann Gottorps slott ned, vilket gjorde att hon förlorade sin personliga egendom. Kristina understödde skolor och stipendier för fattiga teologistudenter. Hon intresserade sig för medicin och tillverkade sina egna läkemedel. Vid makens död 1586 försvarade hon sonen Philips rättigheter mot rådet. 
Kristina publicerade psalmboken Geistliche Psalmen und Lieder (1590).